# 上官巳
上官巳，西晋八王之乱时代的将軍。
上官巳在西晋長沙王司馬乂属下为将。为人果断剛烈，信任高柔之子高誕，推举高誕担任徐州刺史、雍州刺史。
永安元年（304年），河間王司马颙、成都王司马颖殺害司馬乂，朝政大乱。上官巳与東海王司马越、右衛将軍陈眕、殿中中郎逯苞、成輔联合谋划讨伐司馬穎。
七月，上官巳占据洛阳，自称奉晋惠帝之命飛檄四方，发兵攻打司馬穎据守的邺城。各地军队集結，在魏郡安陽县达到十万余人。上官巳奉皇帝大軍在蕩陰之戰被属下司馬穎奮武将軍石超奇襲击敗，惠帝被俘。上官巳、陳眕回到洛陽，奉皇太子司马覃固守。
司馬越逃奔封国下邳，上官巳在洛阳，残暴横行。河南尹周馥和司隷校尉满奋等人谋划杀掉上官巳，走露了风声，满奋等人被杀，周馥逃走。
太宰司馬顒得知晋惠帝已经进入邺城派右将军、冯翊太守張方率两万人的军队前去占据洛阳。上官巳与别将苗愿抗拒张方，惨败，回到洛陽城内。太子司马覃夜袭上官巳、苗愿，上官巳、苗愿出城逃走，张方进入洛阳。
其後上官巳動向不明，《資治通鑑》记载永嘉之乱后上官巳与赵固、李矩、郭默等人互相攻战，他还有一定的势力。大興三年（320年）六月、豫州刺史祖逖派遣使者前往调解，上官巳等諸将便都接受祖逖的调度。其後史书没有记载。